# Селиба (Минская область)

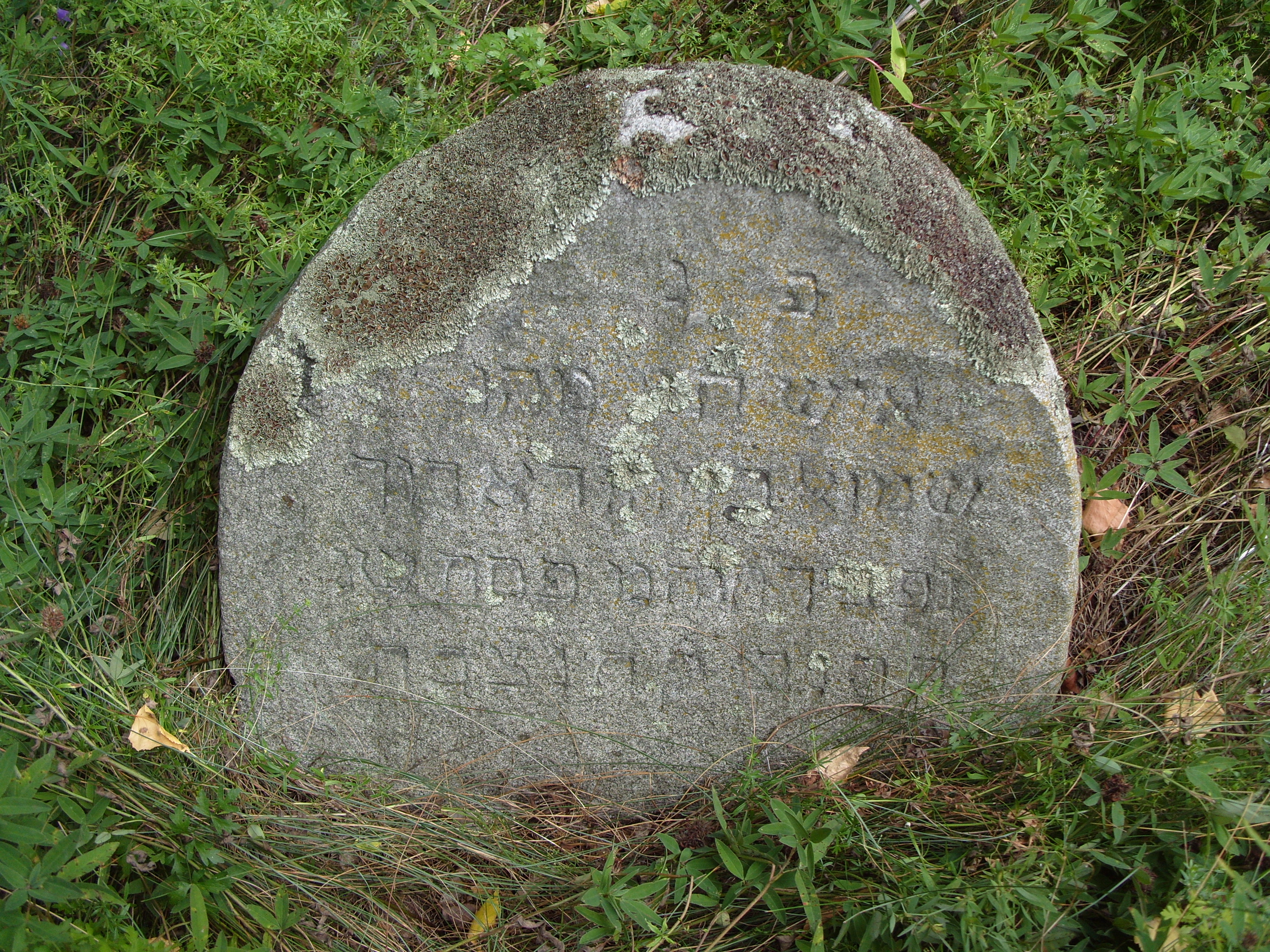
Могильный камень на еврейском кладбище

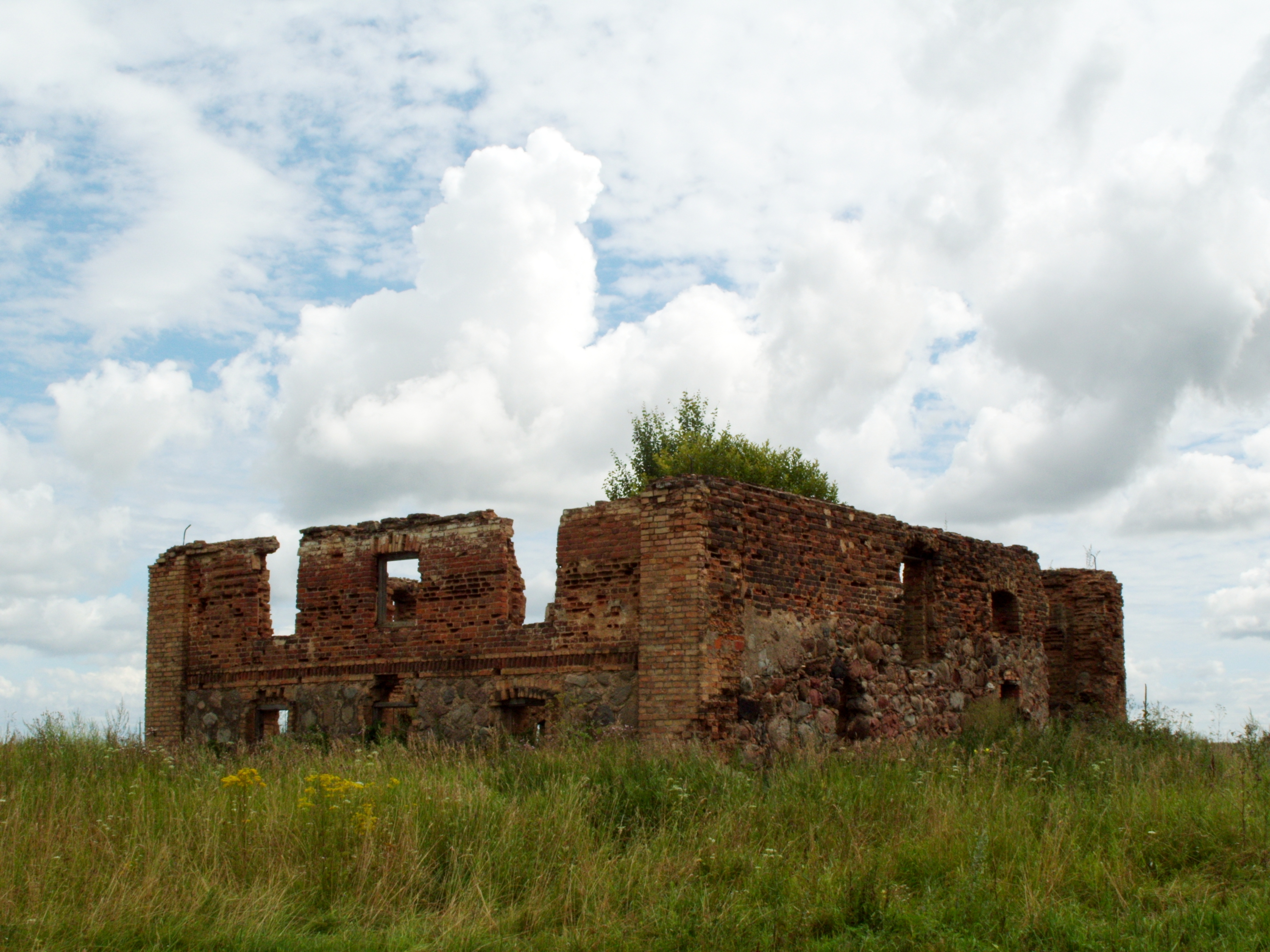
Руины мельницы (ныне разобраны)

Селиба (бел. Сяліба) — агрогородок в Березинском районе Минской области Белоруссии, в составе Капланецкого сельсовета (до 2013 года — центр Селибского сельсовета). Население 294 человека (2009).

## География
Агрогородок находится неподалёку от границы с Могилёвской областью в 25 км к югу от райцентра, города Березино. Селиба стоит на небольшой реке Жалинка (приток Березины), сама Березина протекает двумя километрами западнее. Агрогородок соединён местными дорогами с окрестными населёнными пунктами. Ближайшая ж/д станция Гродзянка (20 км к юго-западу).

## История
Деревня известна с 1858 года, принадлежала к Игуменскому уезду Минской губернии. В конце XIX века имела значительное еврейское население. В 1917 году деревня имела 75 дворов, 459 жителей и почтовое отделение. В 1936 году в здании бывшей синагоги был открыт клуб на 300 мест.
В годы Великой Отечественной войны Богушевичи находилась под немецкой оккупацией с июля 1941 по июль 1944 года. Большая часть еврейского населения села была убита в Богушевичском гетто. В Селибе сохранились фрагменты еврейского кладбища.

## Достопримечательности
- Православная церковь св. Георгия. Построена в 2010 году
- Остатки еврейского кладбища с могильными плитами
- Руины мельницы конца XIX — начала XX века были разобраны в XXI веке[2]